# Lapu-Lapu
|  | Per a la ciutat de l'illa de Cebú, vegeu Lapu-Lapu (Cebú). |

Lapu-Lapu (o Kaliph Pulaka) era el rei de l'illa de Mactan, a la província de Cebú. És considerat el primer heroi nacional de les Filipines pel fet de ser el primer cas documentat de resistència a la colonització espanyola.

## Fets
L'expedició espanyola aconsegueix convertir l'illa de Cebú al catolicisme i nomena els seus habitants servents d'Espanya. L'illa de Mactan, a cinc-cents metres de Cebú, es nega a convertir-se (en aquell moment eren musulmans) i a pagar tributs al rei d'Espanya. Fernão de Magalhães va voler castigar Lapu-Lapu i el 27 d'abril de 1521 es lliurà la batalla de Mactan, on els homes de Lapu-Lapu (o ell mateix, segons algunes cròniques) van assassinar Magalhães i van foragitar l'exèrcit espanyol.

## Actualment
Hi ha monuments i carrers a tot el país dedicats a Lapu-Lapu; la ciutat d'Opon va ser rebatejada amb el nom de Lapu-Lapu (o Lapu-Lapu City) i un peix molt popular a les Filipines que és de la família del mero també va rebre aquest nom.